# 藤村くんメイツ
『藤村くんメイツ』（ふじむらくんメイツ）は、敷誠一による日本のギャグ漫画作品。ウェブコミック配信サイト『ガンガンONLINE』（スクウェア・エニックス）で2008年12月に開催された「読切コミックカーニバル 〜冬の陣〜」で読者投票により第1位を獲得し、2009年3月26日更新分から2013年7月25日更新分まで連載された（毎月第2・第4木曜日更新）。『月刊ガンガンウイング』2009年4月号にも読み切りが出張掲載された。

## ストーリー
喧嘩騒ぎを起こしてから校内で孤立していた不良高校生・藤村は学校をさぼって街中をうろついていた所を学級委員の宇佐美えりこに呼び止められた。藤村はえりこに飼い猫・月光の乳首をマジックで黒く塗り潰すと脅され、仕方なく学校へ行かない理由を打ち明ける。
そんなこんなで、えりこは藤村に対して「友だちになる」と宣言。不満そうな藤村に対して「彼女なら」とまんざらでもない様子を見せるが、えりこは藤村のクラスであるF組ではなくA組の学級委員であった。

## 登場人物
藤村（ふじむら）
主人公・2年F組所属。おとめ座。下の名前は不詳（姉には「ハル」と呼ばれる描写がある）。金髪の不良高校生で喧嘩が滅法強く、入学早々に複数人の上級生が嫌がっている女子生徒を取り囲んでいる場面に遭遇して上級生を全員、病院送りにした事件により他の生徒から敬遠されるようになったのが原因で登校しなくなった。ところが、学校をさぼって街中をうろついていた際に飼い猫・月光を捕獲したえりこに脅される形で強引に「友だち」宣言をされ、バカバカしくなって登校を再開。
無類の猫好きであり、自宅では飼い猫・月光を相手に和んでいるが、何故かそのことを知っているえりこに弱みを握られる形となっている。
登校再開後はえりこをはじめ学級委員たちに振り回される毎日を送ることになる。作中、唯一の常識人でありツッコミ役。
氷室や千影からは「ドM」「ロリコン」と思われているが、本人は否定。但し、乳の大きさに関しては「どちらかといえば巨乳派」とのこと。
実は、本人は気づいていなかったが物語が始まる以前に雨の日にえりこと会っていた。
宇佐美 えりこ（うさみ えりこ）
ヒロイン。みずがめ座。青色のショートヘアで花飾りをつけている。いわゆる不思議ちゃんで感情を表に出すことは少なく、基本的に寡黙であるが口を開くと意味不明なつぶやきを発する。妄想癖があり、つい鼻血が出てしまう事もある。一人称は「えり」、好きな食べ物は大豆。
藤村家の飼い猫・月光を捕えて藤村を脅し、強引に「友だち」宣言をするがそれ以前から藤村のことが気になっていたらしく、家庭内でのプライベートを含めて藤村のことを調べ上げている。藤村との初対面時に「学級委員」を名乗り、藤村はクラスにどんな生徒がいたかも認識していなかったため、当然、自分と同じ2年F組の委員だろうと思っていたら、実際は2年A組の学級委員であった。男子生徒からの人気もそこそこある。ちなみに左利き。
学級委員会議で藤村のことが議題に挙がり、彼を周囲に馴染ませる案として「彼女を作る」ことを提案。実際は、自分と藤村が学校公認カップルとなることを画策していた。
乾・クローディア・千位子（いぬい・クローディア・ちいこ）
2年F組の学級委員を務める女子生徒。ストレートの金髪が特徴の帰国子女で、自分のスタイルに自信が有るらしく「あえて言おう！ 巨乳は愛であると！！！」がモットー。日本語を覚えた際の情報源に偏りが有ったらしく、大阪弁をベースにした怪しい口調で話すため、発言の意図を読み取るのが困難な場合が多い。また、どうでもいいところが英語になっていたりする。空手を少々嗜んでおり、パンチ一発で藤村を立てないようにした。
F組男子学級委員（エフぐみだんしがっきゅういいん）
乾と共に2年F組の学級委員を務める男子生徒。藤村からは「ヘルメット」と呼ばれているが本名は現在のところ設定されておらず、『ガンガンONLINE』のキャラクター紹介では「カッコイイ名前を募集中！！」とされている。何故か制服の上に西洋風の甲冑を身に付けており、大抵の場合は出オチを担当。季節によって兜の衣替えをする。学級委員として町を見回る際は、公園の馬の像の上に（日本の）甲冑を着て、跨っている。乾と一緒に行動することが多い。
ヘルメットを外すと頭にはモザイクがかかり、夏休みに銭湯で裸の状態で藤村と遭遇した時は下半身よりもまず先に頭をかくした。
番外編でまるで漫画のように女子にモテまくることが判明（下駄箱からラブレターの津波、バレンタインチョコが108個など）。
特別編にて本名が「御牛甲部九条院鉄鎧塚伊津茂加藤角田中松本世呂意蘇羽火甲太郎（みうしかぶとべくじょういんくろがねよろいづかいつもかとうかくたなかまつもとよろいそうびかぶとたろう）」であることが明かされた。
占部 しづる（うらべ しづる）
生徒会長。3年B組所属。ピンク色のポニーテールと三角眉毛が特徴で、古めかしい言葉を使う。一見しっかり物だが、中身は早とちりやドジを乱発するアホの子。藤村を更生させるべく、えりこが会議で出した「彼女を作る」と言う意見を実践するため街中で藤村に接触を試みたものの、藤村に呆れられたり副会長の氷室に邪魔されたりで失敗に終わってしまう。
なぜか氷室の落とし穴の出口となっていた藤村の家に出てきたところを藤村に助けられて以来、藤村が自分のことを好きだと勘違いし、自身が開催を決定した校内イベント「藤村君の彼女は誰だ」に立候補する。
真性のダメ人間であり、方向音痴で迷子になる事が多く、氷室に頼んで制服に発信器を付けてもらっている。幽霊が苦手。
お泊まりイベントの際、ハプニングで藤村とキスしてしまう。占部にとってはこれがファーストキスになったのだが、あれ以降何のアクションを起こさない藤村に対し不安を覚え、その事で藤村がどう思っているか知りたくなり、後日、藤村の家に行った。だが、そこで藤村の姉・亜貴にみつかり、藤村との関係を話すことになった。しかし、どういうわけか、『弟とその彼女（占部）は既に肉体関係を持ち、かつ彼女は妊娠している』と誤解されてしまい、ファーストキス所ではなくなってしまった。
氷室 昌良（ひむろ あきら）
生徒会副会長兼3年B組学級委員の女子生徒。紺色のショートヘアで赤いフレームの眼鏡をかけている。しづるを含め、気に障る相手を落とし穴に転落させる為のスイッチを常に持ち歩いている。落とし穴は校内だけでなく街中にも仕掛けられている。しづるに対しては非常にスパルタであり、「一回のダメ発言につき、息の根を止めるのがベスト」だと言っている。作中では度々貧乳であることを指摘されており、“ちいこの乳まるわかり表”ではステータスとされている。怒るとかなり怖い。年齢は14歳。実家は両親が経営する旅館である。
現在の藤村の状況について、いい加減ケリをつけてもらいたいらしく、夏休みが終わるまでには決断するよう、要請した。
弓塚 すばる（ゆみづか すばる）
1年C組所属。茶色のロングヘアで頭にリボンをつけていて、両手に腕輪をしている。可愛らしい顔立ちとスタイルの良さから、「学園のアイドル」として男子生徒から絶大な人気を誇る。性格はおしとやかで優しい。
中学時代は不良だったが、藤村とのけんかで敗北。藤村に諭され、不良から足を洗うと同時に藤村を「おにいちゃん（=アニキ）」と慕うようになる。その後、藤村と同じ高校に入学と同時に逆高校デビューし、見た目が全く変わっていたため、藤村は過去に出会った少女だと気づかなかった。
ハプニングによる藤村と占部のキス以降、不良時代の性格が現れるようになった。
千影（ちかげ）
宇佐美に好意を持つ女ストーカー。ロングヘアーに花のヘアピンを付けている。宇佐美が好意を寄せる藤村に敵意を持ち、藤村から宇佐美を奪還（？）すべく弱点を探ったり策を練ったりする。
藤村と占部のキスは、占部が千影に「宇佐美と一緒にここで寝るといい」と言ったことに対し、恥ずかしさを隠すため占部を後ろから突き押したのが原因。突き押された占部は体勢を崩し、座っていた藤村の方へ倒れた。その際、唇同士がぶつかった。
藤村 亜貴（ふじむら あき）
主人公の姉。好きなパンチはF・P・M・P（フラッシュ・マッハ・ピストル・パンチ）。嫌いなことは不純異性交遊。
思い込みが激しく、一度思い込んだら人の話は聞かなくなる上、強引にでも思い込んだ通りに物事を進めていく性格。
藤村を訪ねて来たヘルメットに一目惚れした。

## 単行本
ガンガンコミックスONLINEより刊行。
1. 2010年2月22日初版 ISBN 978-4-7575-2804-8
2. 2010年3月20日初版 ISBN 978-4-7575-2823-9
3. 2010年11月22日初版 ISBN 978-4-7575-3061-4
4. 2011年6月22日初版 ISBN 978-4-7575-3259-5
5. 2012年2月22日初版 ISBN 978-4-7575-3506-0
6. 2012年8月22日初版 ISBN 978-4-7575-3693-7
7. 2013年2月22日初版 ISBN 978-4-7575-3893-1
8. 2013年9月21日初版 ISBN 978-4-7575-4062-0